# Ralph Schallmeiner

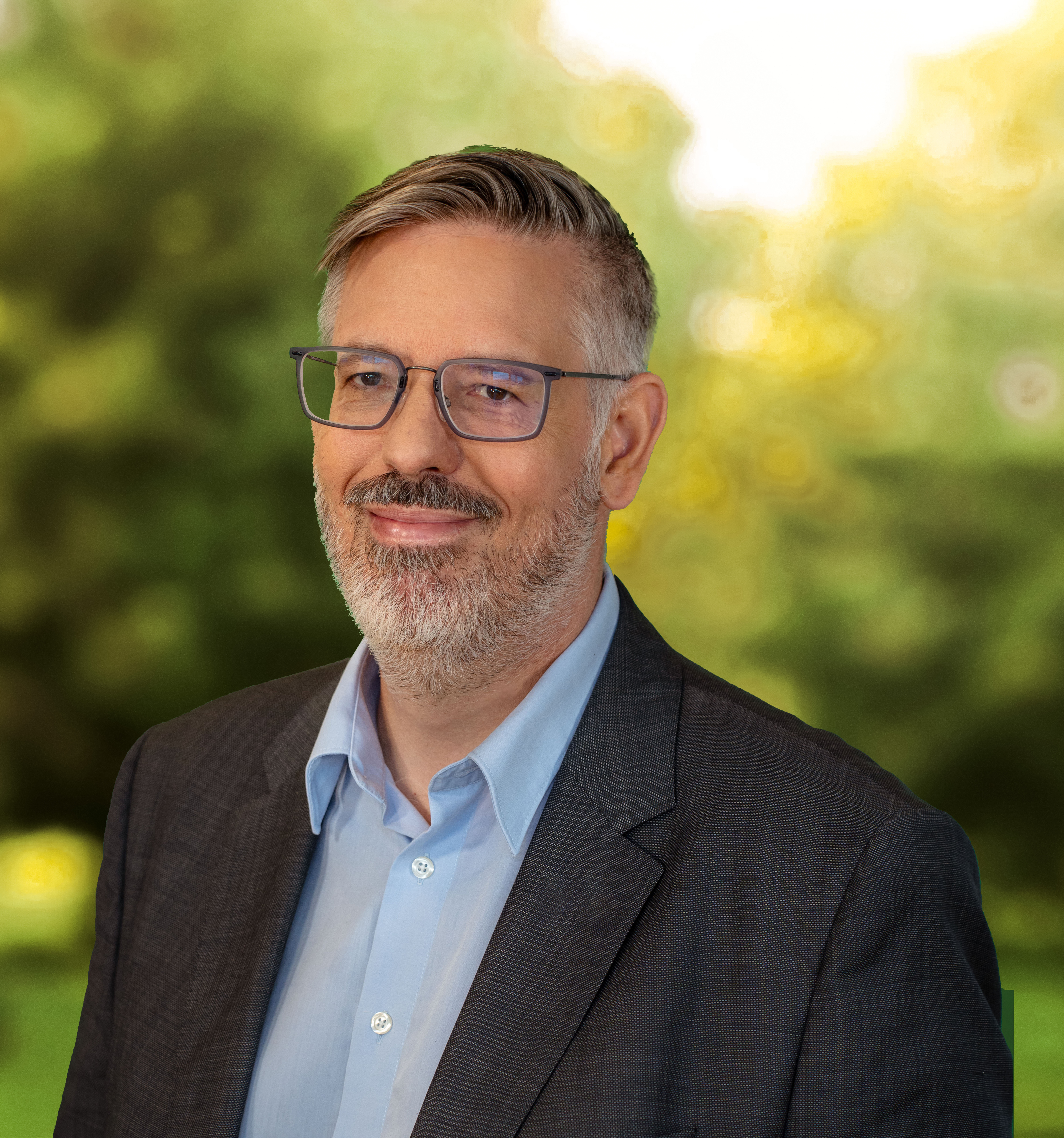
Ralph Schallmeiner (2024)

Ralph Schallmeiner (* 21. April 1976 in Wels, Oberösterreich) ist ein österreichischer Politiker der Grünen. Seit dem 23. Oktober 2019 ist er Abgeordneter zum Nationalrat.

## Leben

### Ausbildung und Beruf
Ralph Schallmeiner besuchte nach der Volksschule in Innsbruck und Offenhausen das Gymnasium Dachsberg und das Welser Gymnasium Brucknerstraße, wo er auch Schulsprecher war und 1996 maturierte. Danach begann er eine Lehre im Verkauf der Metro AG sowie Studien der Wirtschaftspädagogik sowie der Rechts- und Politikwissenschaften. Seit 2004 ist er Angestellter bei Conrad Electronic. Schallmeiner ist verheiratet und Vater einer Tochter und eines Sohnes.

### Politik
Seit 1999 ist er bei den Grünen aktiv, zunächst bei der Grünalternativen Jugend (GAJ), später in der GRAS (Grüne & Alternative Student_innen). Seit der Gemeinderatswahl 2015 ist er Gemeindevorstand in Thalheim bei Wels, wo er Ausschussmitglied im Straßenbau/Mobilitätsausschuss und im Sozial/Wohnungsausschuss ist. Seit 2018 ist er zudem Bezirkssprecher der Grünen im Bezirk Wels-Land.
Bei der Nationalratswahl 2019 kandidierte er für die Grünen im Regionalwahlkreis Hausruckviertel, wo er ein Grundmandat gewann. Am 23. Oktober 2019 wurde er zu Beginn der XXVII. Gesetzgebungsperiode als Abgeordneter zum österreichischen Nationalrat angelobt. Im Grünen Parlamentsklub wurde er Bereichssprecher für Gesundheit. Für die Nationalratswahl 2024 wurde er auf Platz acht der Bundesliste der Grünen gewählt. In der am 24. Oktober 2024 beginnenden XXVIII. Gesetzgebungsperiode wurde er Bereichssprecher für Gesundheit, Pflege und Menschen mit Behinderungen.